# 伏見永城
伏見 永城（ふしみ えいぎ、2002年6月11日 - ）は、ジャパンラグビーリーグワンのヤクルトレビンズ戸田に所属する、ラグビーユニオン選手。

## 来歴
2021年、山梨県立甲府工業高等学校から、日本体育大学に進学。1年次から公式戦に控えで出場し、大学選手権にも出場した。
2025年4月2日、ジャパンラグビーリーグワンのヤクルトレビンズ戸田に加入したことを発表した。